# 鶴崎橋
鶴崎橋（つるさきばし）は、大分県大分市の大野川に架かる橋である。国道197号及び国道217号（重複区間）の一部を構成する。

## 概要
鶴崎橋は1934年（昭和9年）、当時県道であった国道197号の整備に際して架けられた。当初は木橋であったが、1969年（昭和45年）には鉄橋に架け替えられている。
鶴崎橋付近の大野川両岸には以下の河川利用施設が整備されている。
- 大野川桜づつみ - 志村地区（鶴崎橋下流右岸）。堤防上に桜が植えられるとともに、トイレや東屋が整備されている[2]。
- 鶴崎地区河川公園 - 鶴崎地区（鶴崎橋下流左岸）。高水敷に公園として遊具施設等が整備されている。老朽化のため利用者は少ない[2]。
- 鶴崎スポーツパーク - 堂園地区（鶴崎橋上流左岸）。堤防裏に遊具施設、グランド、テニスコートなどが整備されている[2]。